# Kullaberg
Kullaberg, también conocido como Kullen, es un cabo situado en el municipio de Höganäs (Escania, Suecia) que comprende dos reservas naturales de 1000 Ha.
El paisaje es bastante variado incluyendo acantilados, bosques, páramos, cenagales, precipicios y despeñaderos.

## Orígenes
Kullaberg es una formación rocosa que se creó hace 65 millones de años a partir de materiales procedentes de los volcanes situados en el centro de Escania.
Kullaberg es también la zona de Suecia donde comenzó el deshielo, hace unos 15.000 años. Skåne, känsla och horisont, av Håkan Sandbring och Martin Borg; (Escania, sentimiento y horizonte de Håkan Sandbring y Martin Borg)</ref>
Durante el periodo del 13.500 al 12.000 a. C. aparece vegetación, pero todavía sin árboles y arbustos. Se sabe asimismo de la presencia de osos polares durante esta época.

## Playas
En Kullaberg hay numerosas playas: la más popular es la playa Ransvik. En el siglo XIX, hombres y mujeres se bañaban en el mismo lugar, hecho que para la moral de aquellos tiempos estaba considerado una depravación.
Durante las primeras décadas del siglo XX, Ransvik se convirtió en uno de los lugares más populares para bañistas. Trenes llegaban directamente desde Berlín a Mölle, uno de los pueblos situados junto a este paraje natural.

## El faro
El faro de Kullaberg es el más potente de toda Escandinavia, en una de las aguas más transitadas del mundo. Se encuentra a 78.5 m s. n. m. y puede verse a 50 km de distancia. El faro, diseñado por el arquitecto Magnus Dahlander en 1898, se construyó en granito y ladrillo, tiene 3 lentes que rotan cuatro veces por minuto y dan tres señales luminosas en cada rotación.

## El campo de golf de Mölle
El campo de golf de Mölle en la reserva natural de Kullaberg dispone de 18 hoyos, 16 de los cuales situados en emplazamientos desde donde se divisa el mar. 
La cuota anual para miembros de este club de golf es de 4000 coronas suecas.

## Historia reciente
Los primeros turistas de Kullaberg datan de la década de los 60 del siglo XIX, aunque muchos otros solían visitar este lugar: uno de los visitantes de este paraje natural fue Carlos Linneo, el científico y zoólogo sueco que sentó las bases de la taxonomía moderna.
Sólo el oeste de Kullaberg tiene más de 300.000 visitantes al año, a los que hay que añadir unos cuantos miles de visitantes más si se cuenta el paraje en su totalidad.

## Galería

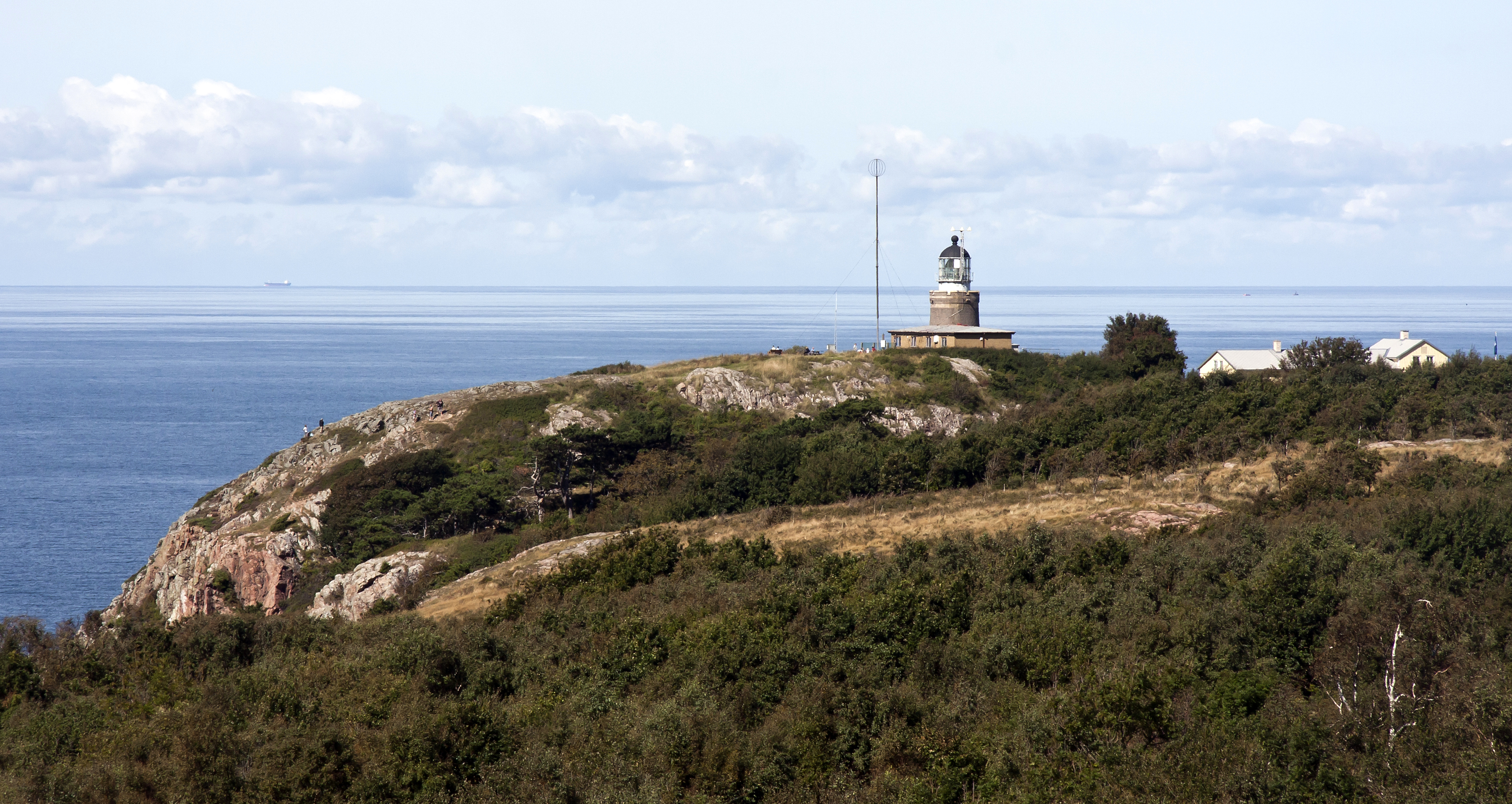
Faro de Kullen
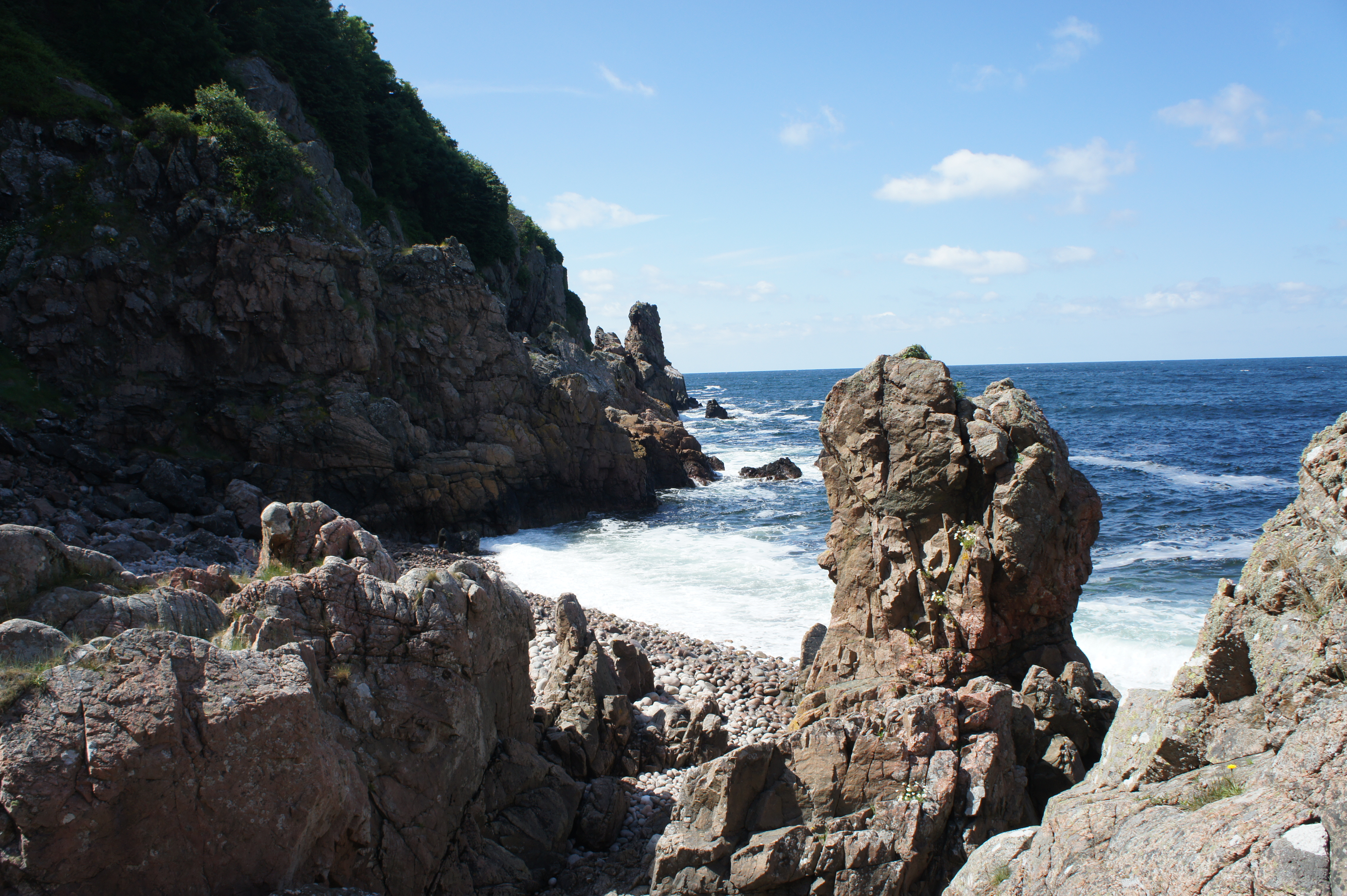
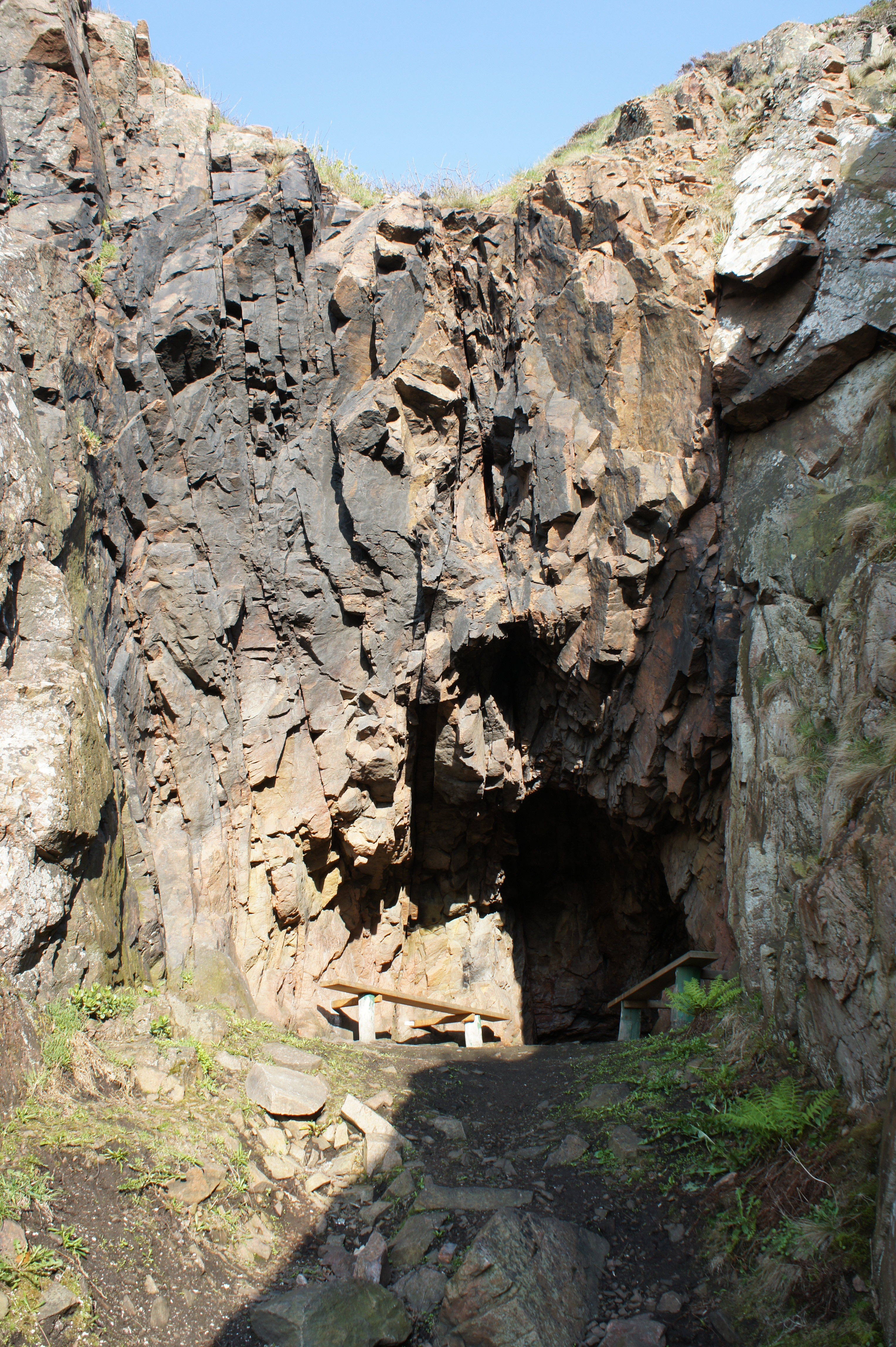
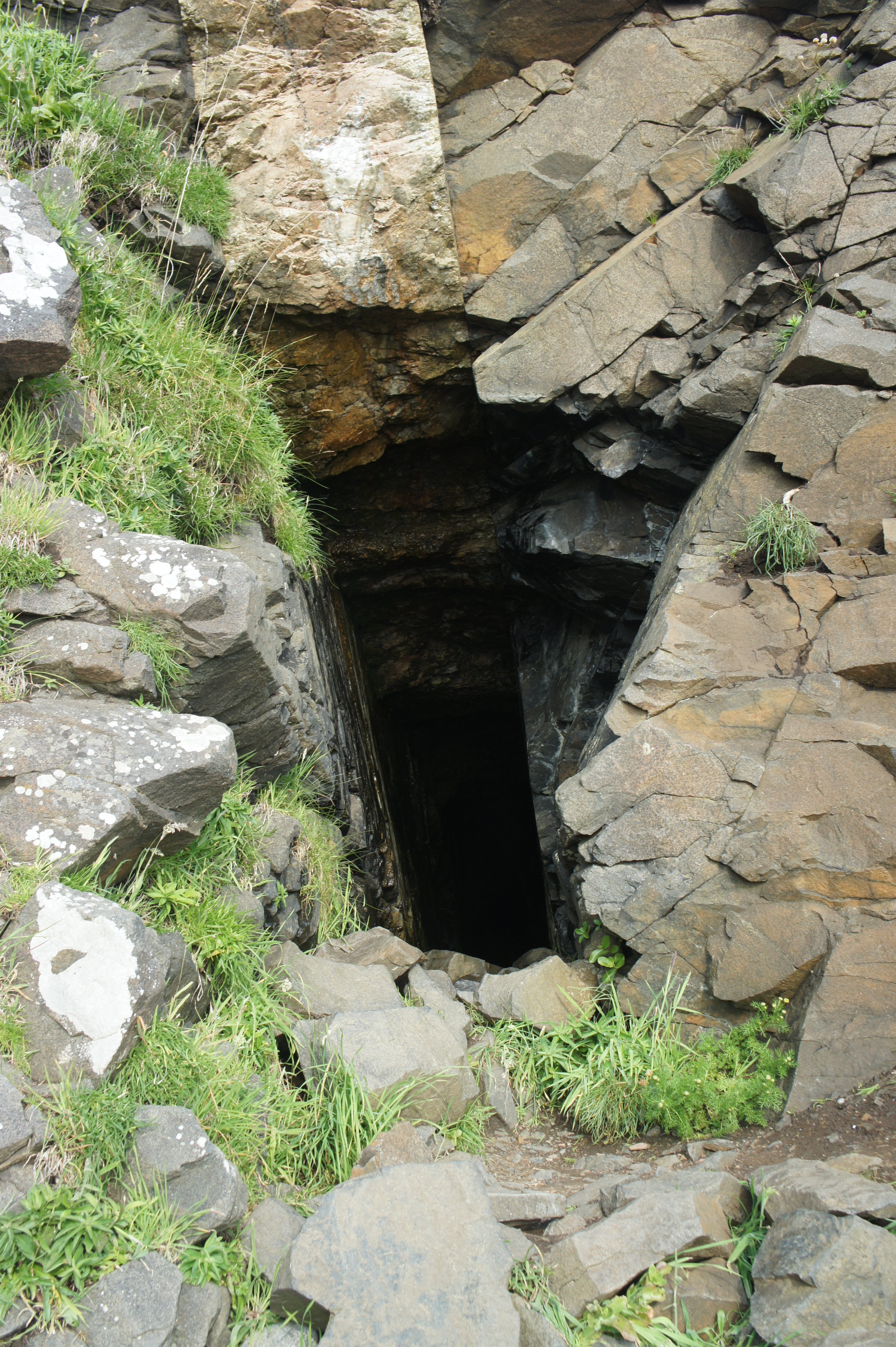
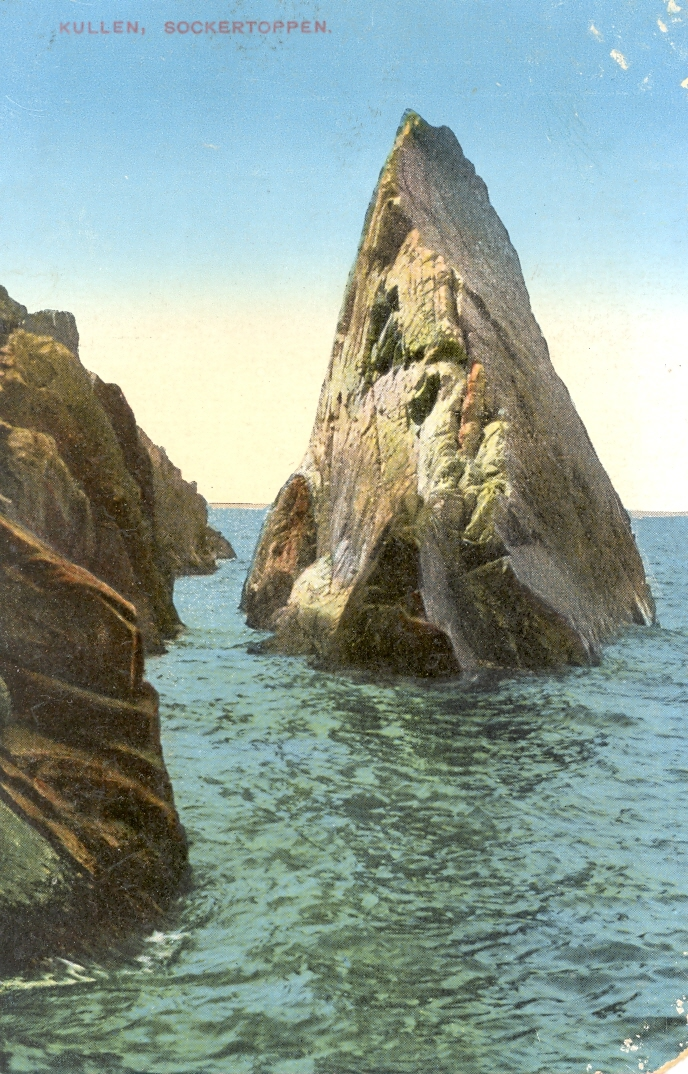
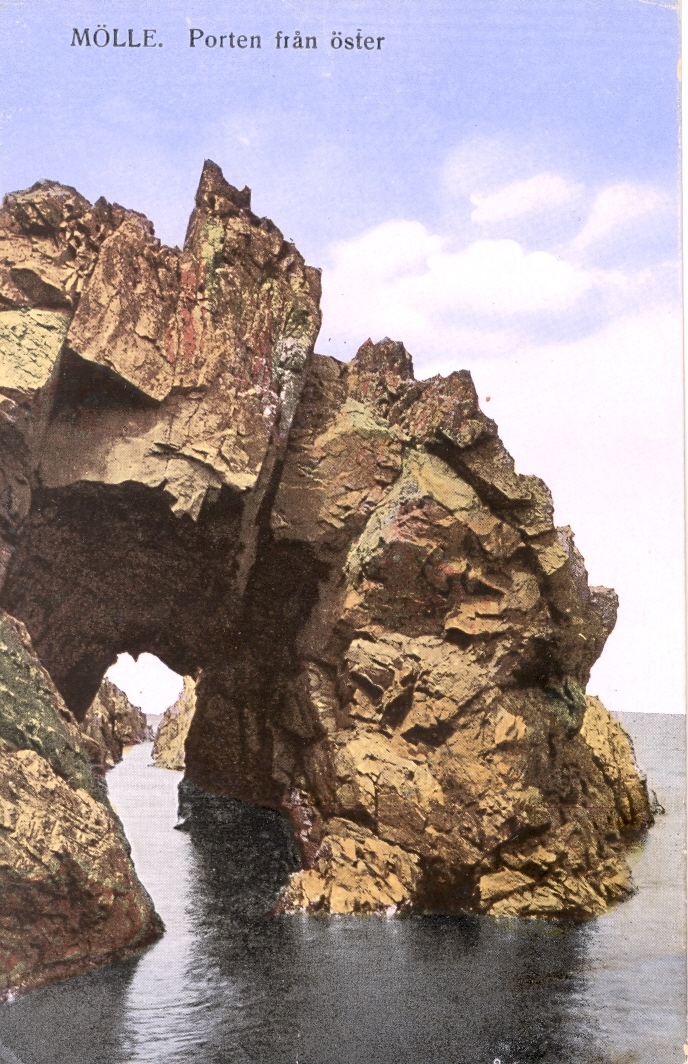
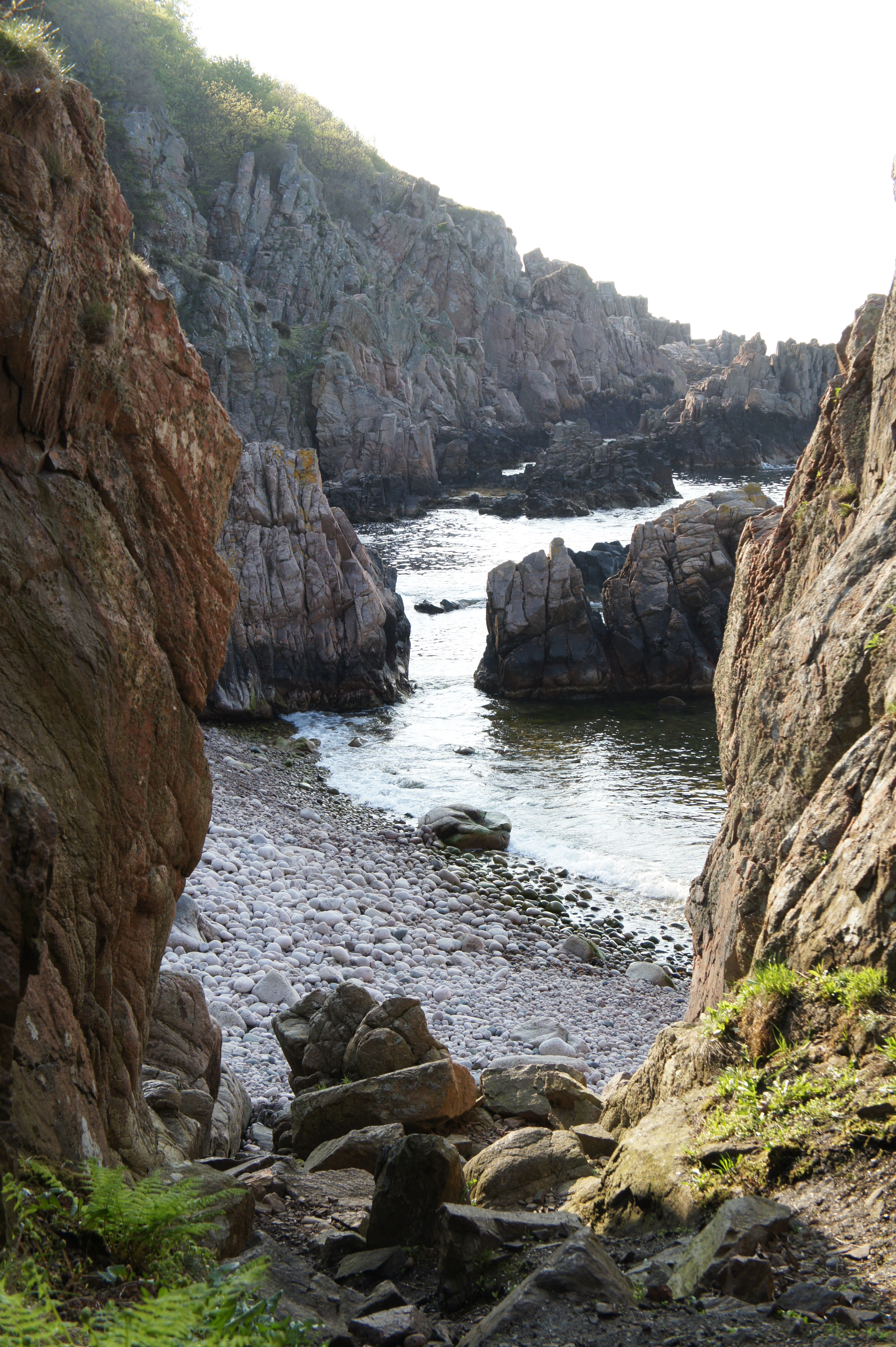
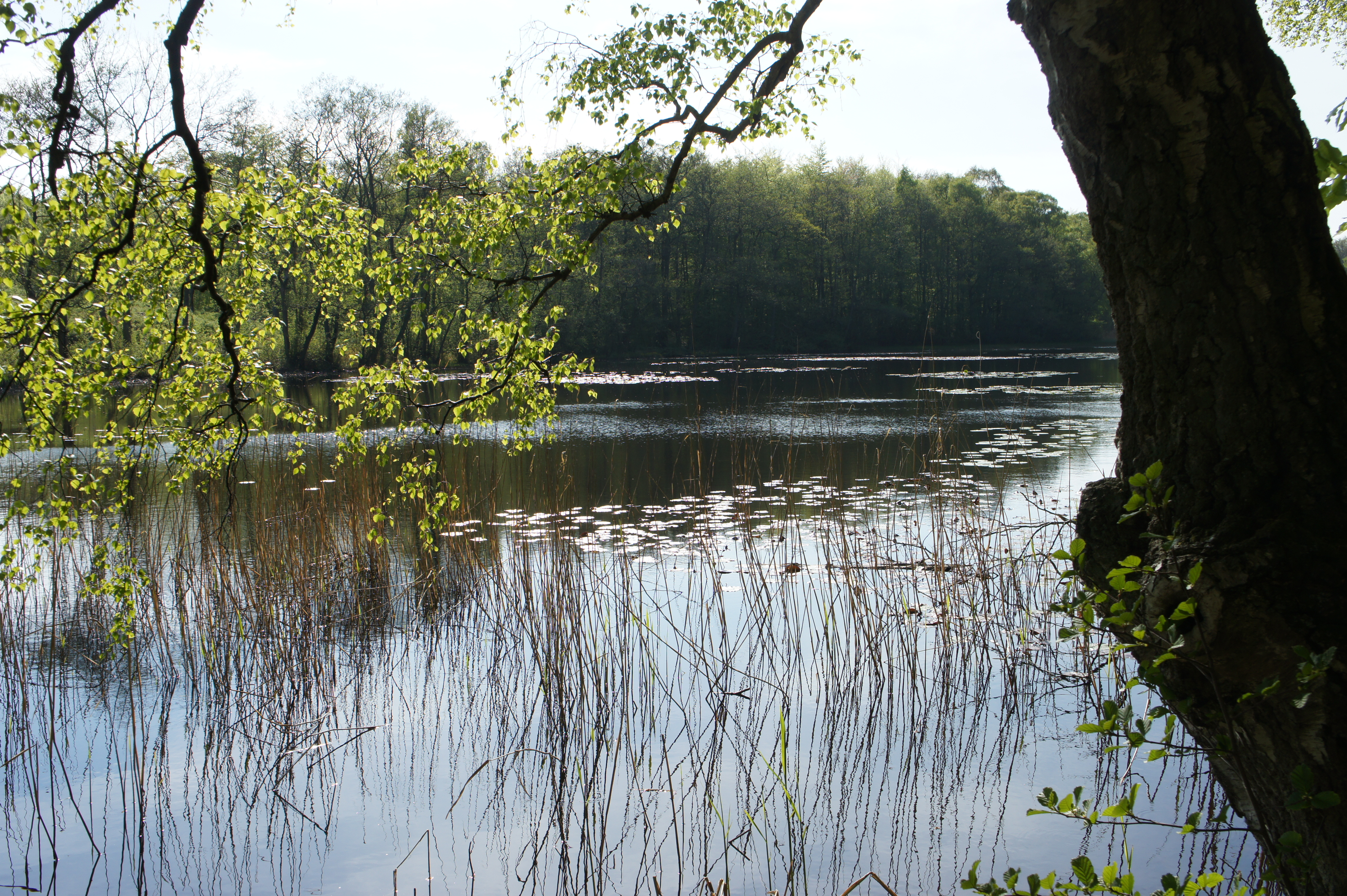
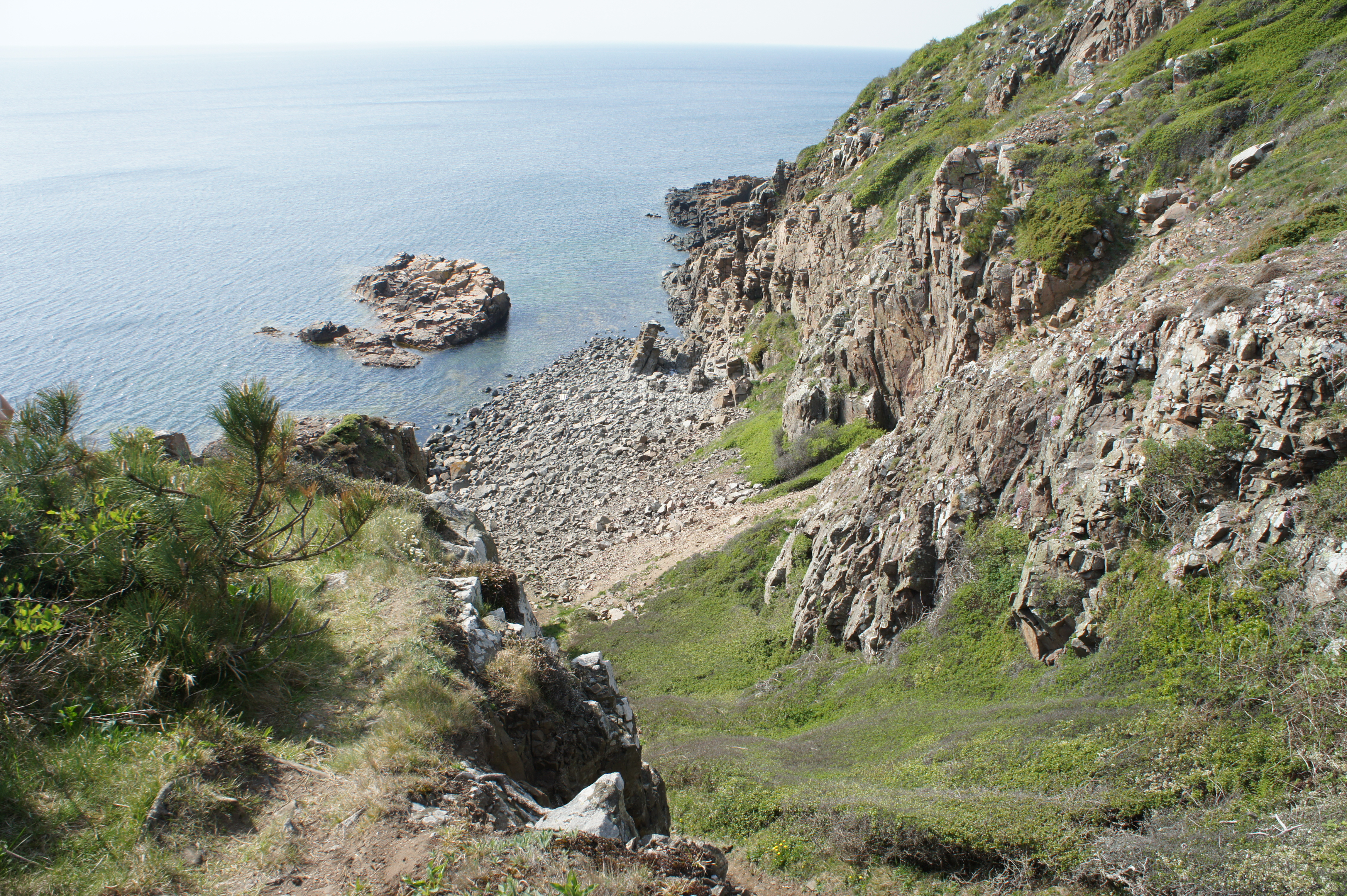
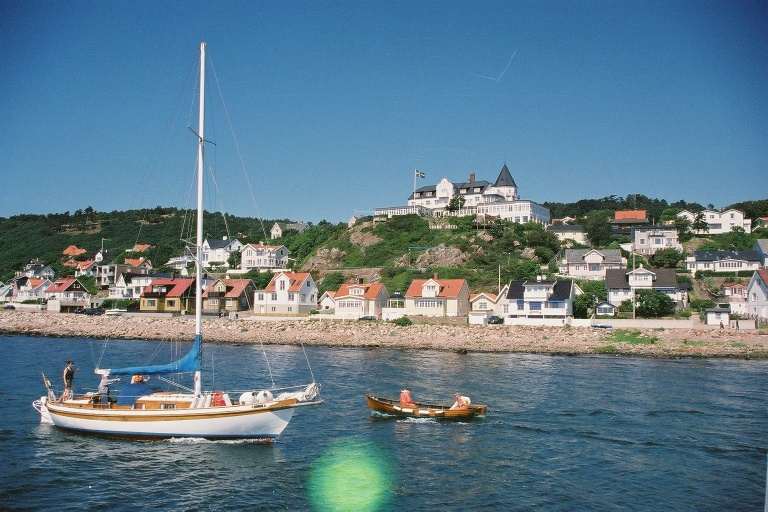
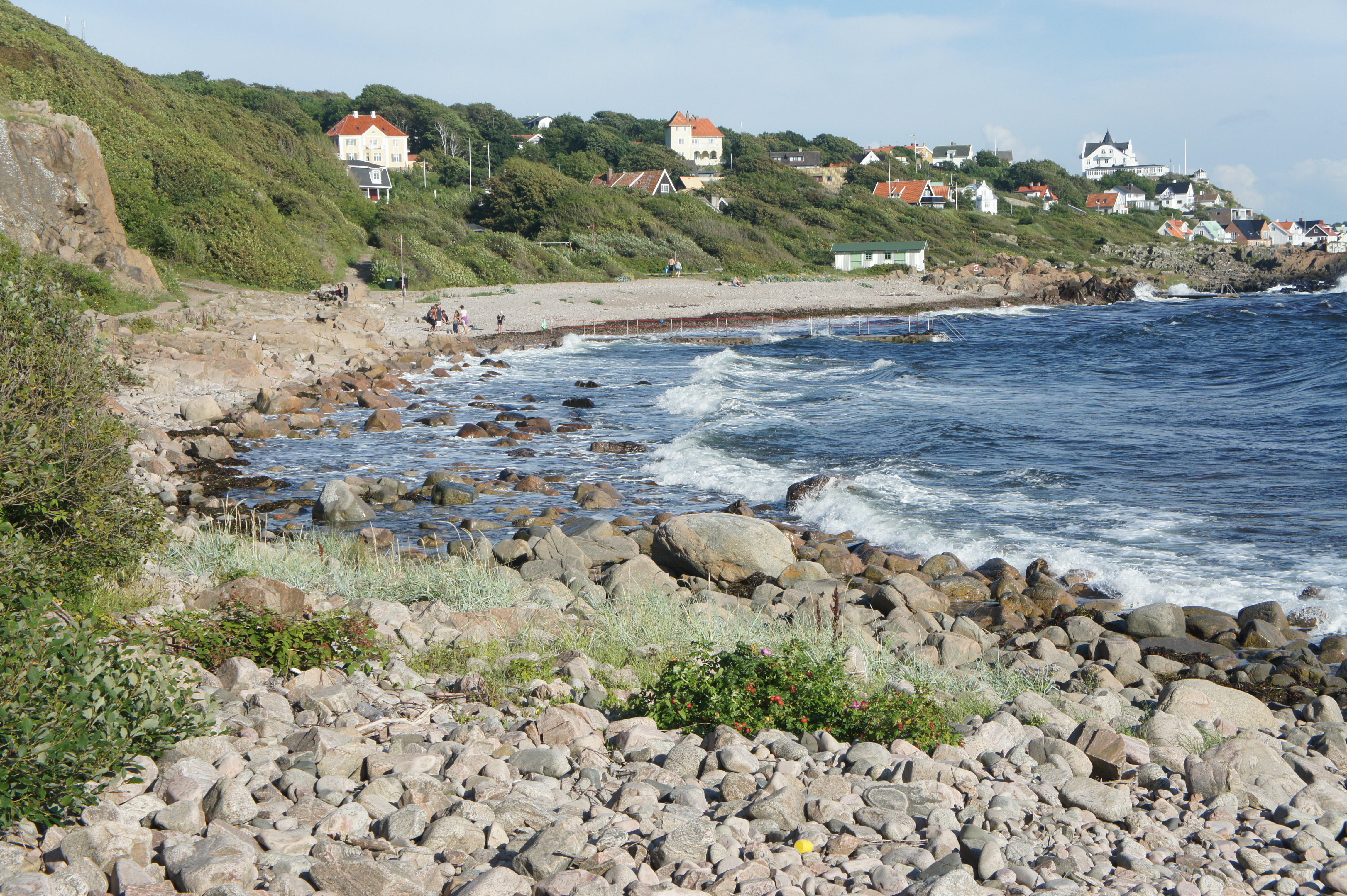